# Gabriela Serra
Gabriela Serra i Frediani, née le 18 décembre 1951 à Mataró, est une enseignante, militante et femme politique espagnole.
Enseignante de profession, elle s'engage au milieu des années 1970 dans les collectifs d'habitants qui revendiquent de meilleures conditions de vie à Santa Coloma de Gramenet. Elle milite pour des causes diverses dans les mouvements féministes, anticapitalistes et antimilitaristes. Elle se présente aux élections municipales de 1979 et législatives de 1984 pour le Moviment Comunista de Catalunya (ca) (MCC), et participe aux mouvements pacifistes au moment du référendum espagnol sur l'OTAN de 1986. Elle part ensuite militer en Amérique latine, notamment au sein des Brigades de paix internationales au Guatemala entre 1987 et 1989. Dans les années 2010, elle s'engage en faveur de l'indépendance de la Catalogne avec la Candidature d'unité populaire (CUP). Elle est élue députée au Parlement de Catalogne lors des élections plébiscitaires du 27 septembre 2015.

## Biographie

### Jeunesse
Gabriela Serra i Frediani est née en 1951 à Mataró, dans le Maresme, en Catalogne. Issue d'une famille de classe moyenne, elle fréquente une école religieuse catholique à Mataró pendant la période la plus répressive de la dictature franquiste. Dans son adolescence, elle est marquée par les conséquences sociales de l'immigration de travail espagnole en Catalogne des années 1960.
Mariée à dix-neuf ans, elle s'installe à Rome pour suivre son mari. Elle fréquente alors les communistes italiens.

### Militante politique à Santa Coloma de Gramenet
Gabriela Serra revient en Catalogne en 1975 et emménage à Santa Coloma de Gramenet. Diplômée d'enseignement et de psychologie, elle travaille comme enseignante à l'école Lluís Millet de Singuerlín. Elle s'implique dans les collectifs d'habitants de ce quartier, qui luttent pour l'amélioration de leurs conditions de vie,.
Militante de gauche anticapitaliste, elle défend des causes variées qui font d'elles une référence pour les mouvements féministes, anticapitalistes et antimilitaristes. En 1977, elle est candidate de la coalition électorale communiste Frente para la Unidad de los Trabajadores (ca) aux élections générales espagnoles. Lors des premières élections municipales libres en 1979, elle est tête de liste du Moviment Comunista de Catalunya (ca) (MCC) à Santa Coloma de Gramenet. Aux élections au Parlement de Catalogne de 1984, elle est candidate en troisième position sur la liste du MCC,,.
Au moment du référendum espagnol sur l'OTAN de 1986, elle milite dans des organisations pacifistes hostiles à l'OTAN.

### Engagement en Amérique latine
Déçue de la politique espagnole, Gabriela Serra part en 1986 pour l'Amérique latine pour participer aux luttes sociales au Guatemala et au Salvador. Elle est membre des Brigades de paix internationales au Guatemala entre 1987 et 1989. Elle y rencontre notamment la future prix Nobel de la paix Rigoberta Menchú,.
Elle poursuit ensuite sa carrière dans le domaine de la coopération internationale et des mouvements pacifistes. Elle préside la Federació Catalana d'ONG per al Desenvolupament, puis fait partie d'Entrepobles, de la Fundació per la Pau (ca), du Centre Delàs d'Estudis per la Pau, et de la Plataforma Pau i Democràcia.
Elle continue à défendre la révolution bolivarienne au Venezuela. En juillet 2014, elle est auditionnée par le Parlement de Catalogne comme porte-parole de l'Assemblea Bolivariana de Catalunya.

### Militante proche de la CUP
Gabriela Serra se rapproche de l'indépendantisme catalan dans les années 2010, au moment où celui-ci se développe rapidement en raison des déceptions de la société catalane qui ont suivi la transition démocratique espagnole. Elle appartient au mouvement indépendantiste de gauche, qui établit un lien entre l'émancipation sociale et l'émancipation nationale de la Catalogne. En 2011, elle donne une conférence à la Llagosta dans le contexte du mouvement des Indignés, dans laquelle elle décrit la désobéissance civile comme le principe directeur de son engagement,.
Elle milite pour la Candidature d'unité populaire (CUP), parti indépendantiste et anticapitaliste, sans en être membre. Sa longue expérience militante lui donne un profil atypique dans ce parti dont la structuration nationale est très récente. Elle est proche du député David Fernàndez, qu'elle a connu en 1999 lors des mobilisations contre la visite de José María Aznar à l'université autonome de Barcelone (UAB), mais contrairement à celui-ci, elle n'accepte aucune concession en matière sociale pour favoriser le processus souverainiste catalan,.
Elle adhère également à l'Assemblée nationale catalane (ANC). En mai 2015, elle participe à la création de la plateforme Reinicia Catalunya, un projet qui vise à susciter et organiser la participation des citoyens à la définition du processus indépendantiste catalan.

### Députée au Parlement de Catalogne
En juillet 2015, Gabriela Serra se présente aux élections primaires pour la désignation des candidats de la Candidature d'unité populaire (CUP) aux élections plébiscitaires du 27 septembre 2015. Elle est favorite, avec Antonio Baños, parmi les 19 aspirants dans la circonscription de Barcelone. La direction de la CUP décide de favoriser une candidature unique pour les cinq premières places de la liste, conduite par Antonio Baños et avec Gabriela Serra en quatrième position. Celle-ci est validée par les militants lors des primaires. La CUP obtient dix sièges, dont sept à Barcelone, et Gabriela Serra est élue députée au Parlement de Catalogne.
Les élections plébiscitaires du 27 septembre sont suivies de plusieurs mois de blocage politique. La liste d'union indépendantiste Ensemble pour le oui (JxSí) est arrivée en tête, mais elle dispose seulement d'une majorité relative et doit obtenir le soutien de la CUP pour gouverner. Celle-ci refuse de voter l'investiture de son candidat et président sortant Artur Mas. Gabriela Serra fait partie de l'équipe de négociation de la CUP chargée de conclure un accord sur le processus constituant. En décembre 2015, lorsque la CUP se divise sur la proposition d'accord d'Ensemble pour le oui, elle fait partie de ceux qui maintiennent leur refus de voter l'investiture d'Artur Mas, et critique notamment David Fernàndez qui s'est prononcé favorablement. Au début de janvier 2016, elle participe à l'ultime phase de négociation entre les deux formations indépendantistes, au moment de la reprise des tractations en secret, alors que le délai pour former un gouvernement est sur le point d'expirer et qu'un accord semble impossible. Ensemble pour le oui et la CUP concluent un pacte qui prévoit le retrait d'Artur Mas et l'investiture de Carles Puigdemont comme président de la Généralité.
Selon les termes de l'accord, Gabriela Serra est, avec Benet Salellas (ca), l'une des deux députés de la CUP à être incorporés à la « dynamique parlementaire » d'Ensemble pour le oui. Elle se rend à l'une des réunions de groupe de Junts pel Sí en janvier 2016. La réunion, tendue, illustre la mésentente profonde entre les deux groupes indépendantistes, qui persiste malgré leur accord de gouvernement. Elle est remplacée par une rencontre hebdomadaire entre les représentants de la CUP et les deux leaders parlementaires d'Ensemble pour le oui, Jordi Turull et Marta Rovira.
Au Parlement, Gabriela Serra est membre de la députation permanente et porte-parole de la CUP aux commissions de l'enfance et des affaires sociales et des familles.
En janvier 2016, elle est désignée vice-présidente de la commission d'étude du processus constituant, qui est chargée d'animer les travaux parlementaires sur le processus indépendantiste catalan, et qui est présidée par Muriel Casals, d'Ensemble pour le oui. La commission commence ses travaux en mars 2016, sous la présidence de Lluís Llach après la mort de Muriel Casals. Les conclusions de la commission d'étude du processus constituant sont adoptées par le Parlement le 27 juillet 2016. Elles décrivent les prochaines étapes du processus indépendantiste et prévoient notamment le recours à l'unilatéralité pour se séparer de l'État espagnol. Le vote des conclusions ouvre un nouveau conflit avec les autorités espagnoles, après qu'il a été interdit par le Tribunal constitutionnel.
Gabriela Serra fait également partie de la commission de rédaction conjointe qui est chargée en mars 2016 de rédiger la proposition de loi sur la transition juridique (ca), avec Lluís Corominas et Marta Rovira, d'Ensemble pour le oui, et Benet Salellas (ca), de la CUP. Il s'agit de l'une des trois lois de déconnexion qui doivent rendre possible l'indépendance de la Catalogne : elle doit organiser la substitution ordonnée de l'ordre juridique catalan à l'ordre juridique espagnol au moment de la proclamation de l'indépendance. Junts pel Sí et la CUP annoncent un accord sur la rédaction de la proposition de loi en décembre 2016.
Le 27 octobre 2017, son mandat de députée prend fin avec la dissolution du Parlement catalan dans le cadre de la mise en application par le gouvernement espagnol de l'article 155 de la Constitution espagnole.